# Rivière Ludgine
La rivière Ludgine est un affluent de la rive ouest de la rivière Chaudière laquelle coule vers le nord pour se déverser sur la rive sud du fleuve Saint-Laurent.
La rivière Ludgine coule au Québec, au Canada, dans les municipalités régionales de comté de :
- MRC de Beauce-Sartigan (région administrative de Chaudière-Appalaches) : municipalité de Saint-Hilaire-de-Dorset ;
- MRC Le Granit (région administrative de l'Estrie) : municipalités de Lac-Drolet et Saint-Ludger ;

## Géographie
Les principaux bassins versants voisins de la rivière Ludgine sont :
- côté nord : rivière du Petit Portage, rivière de la Grande Coudée ;
- côté est : rivière Chaudière ;
- côté sud : rivière Chaudière, rivière Drolet ;
- côté ouest : Lac Drolet, rivière aux Bleuets Sud.

La rivière Ludgine prend sa source en zone montagneuse dans le canton de Dorset dans la municipalité de Saint-Hilaire-de-Dorset. Cette zone est située à 1,5 km à l'est de la limite de la municipalité de Saint-Sébastien et à 2,1 km au nord de la limite de la municipalité de Lac-Drolet.
À partir de sa source, la rivière Ludgine coule sur 15,9 km répartis selon les segments suivants :
- 3,1 km vers le sud-est, dans Saint-Hilaire-de-Dorset, jusqu'à la limite municipale de Lac-Drolet ;
- 3,4 km vers le sud-est, en coupant la route du 7e rang et la route du 6e rang, jusqu'à la route du 5e rang qu'elle coupe à 3,2 km au nord-est du pont de la rivière Drolet ;
- 3,5 km vers le sud-est, jusqu'à la route du rang Ludgine ;
- 2,1 km vers le sud-est, jusqu'à la limite intermunicipale de Lac-Drolet et de Saint-Ludger ;
- 3,8 km vers le sud-est dans Saint-Ludger, en traversant entièrement le canton de Gayhurst, jusqu'à sa confluence.

La rivière Ludgine se déverse sur la rive ouest de la rivière Chaudière dans la municipalité de Saint-Ludger. Sa confluence se situe à 4,7 km (ou 3,4 km en ligne directe) en aval de l'embouchure de la rivière Drolet et en amont du pont de Saint-Ludger.

## Toponymie
Le terme « Ludgine » est un prénom féminin d'origine française.
Jusqu'à récemment[Quand ?], des cartes désignaient ce cours d'eau sous le toponyme « rivière Eugénie ». Le terme « Ludgine » pourrait être le diminutif populaire de « Ludger » ou encore la synthèse graphique de « Ludger » et « Eugénie ». Une autre hypothèse attribue le nom de « Ludgine » à une Amérindienne nommée Eugénie, qui vivait dans le rang Ludgine, à Lac-Drolet, près de la rivière. La prononciation anglaise du prénom aurait conduit à la graphie « Ludgine ».
Le toponyme « Rivière Ludgine » a été officialisé le 31 janvier 1980 à la Commission de toponymie du Québec.